# Peter Nilson
Peter Nilson (Näsby, Jönköping, 17. listopada 1937. – 8. ožujka 1998.), švedski astronom i romanopisac.
Radio je na Uppsalskom sveučilištu i sastavio je Uppsalski opći katalog galaktika. Pored svojeg astronomskog istraživanja napisao je niz znanstvenih knjiga. Objavio je i znanstveno-fantastične romane poput Rymdväktarena, Svemirskog stražara i Nyage.

## Djela
- Lysande stjärnor, 1970.
- Uppsala General Catalogue of Galaxies, 1973.
- Upptäckten av universum, 1975.
- Himlavalvets sällsamheter, 1977.
- Trollkarlen, 1979.
- Främmand världar, 1980.
- Arken, 1982.
- Mitt i labyrinten, 1983.
- Guldspiken, 1985. (hrv. Zlatni čavao)
- Avgrundsbok, 1987.
- Äventyret, 1989.
- Messias med träbenet, 1990.
- Stjärnvägar, 1991. (hrv. Zvjezdane staze)
- Rymdljus, 1992.
- Solvindar, 1993.
- Hem till jorden, 1994., (hrv. Natrag na Zemlju)
- Rymdväktaren, 1995.
- Nyaga, 1996.
- Den gamla byn, 1997.
- Ljuden från kosmos, 2000.

## Vanjske povzenice
- Literatura od i o Peteru Nilsonu u katalogu Njemačke nacionalne knjižnice
- GND
- LCCN
- VIAF